# Lorenz von Westenrieder

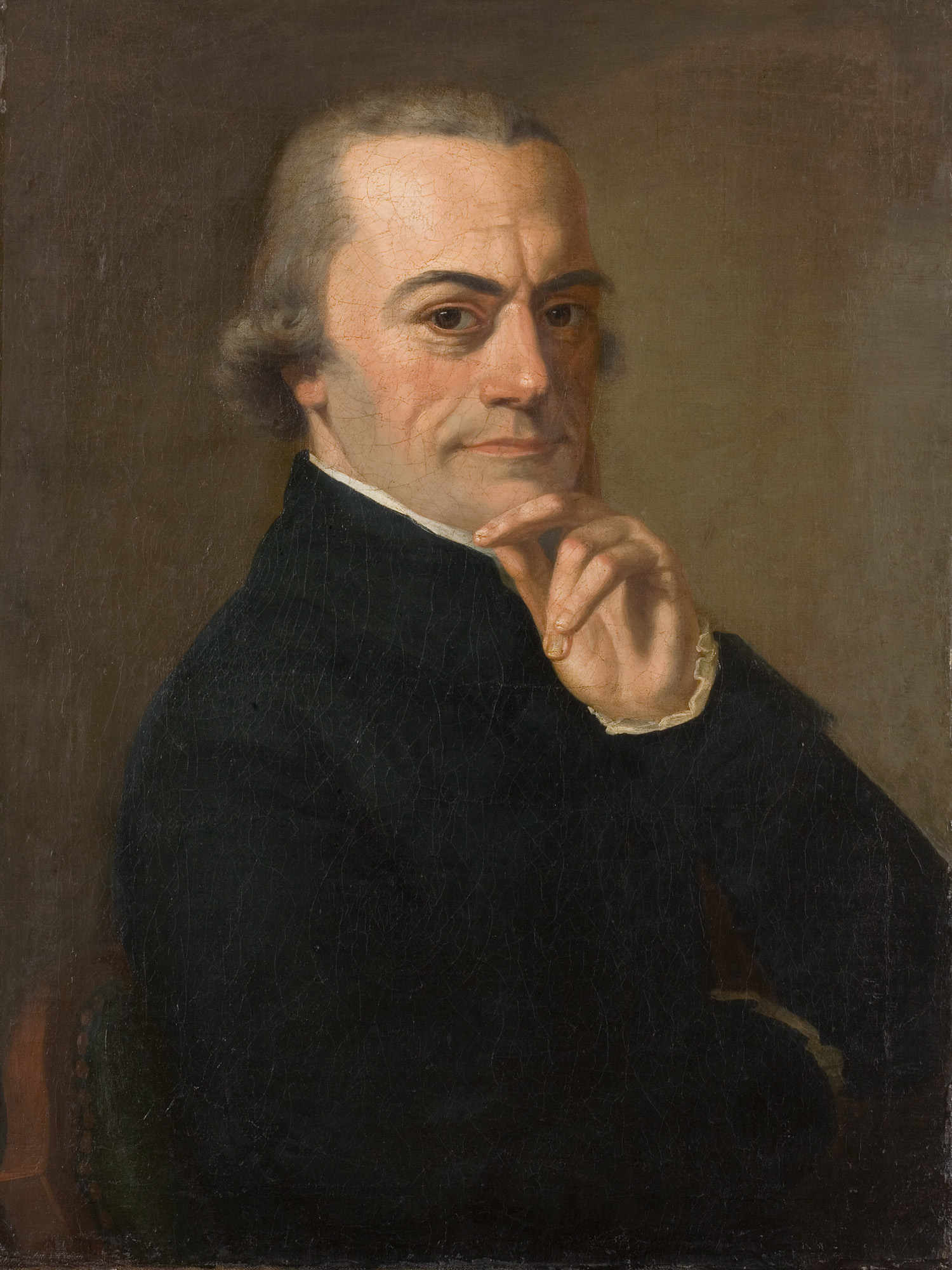
Lorenz von Westenrieder; Gemälde von Moritz Kellerhoven

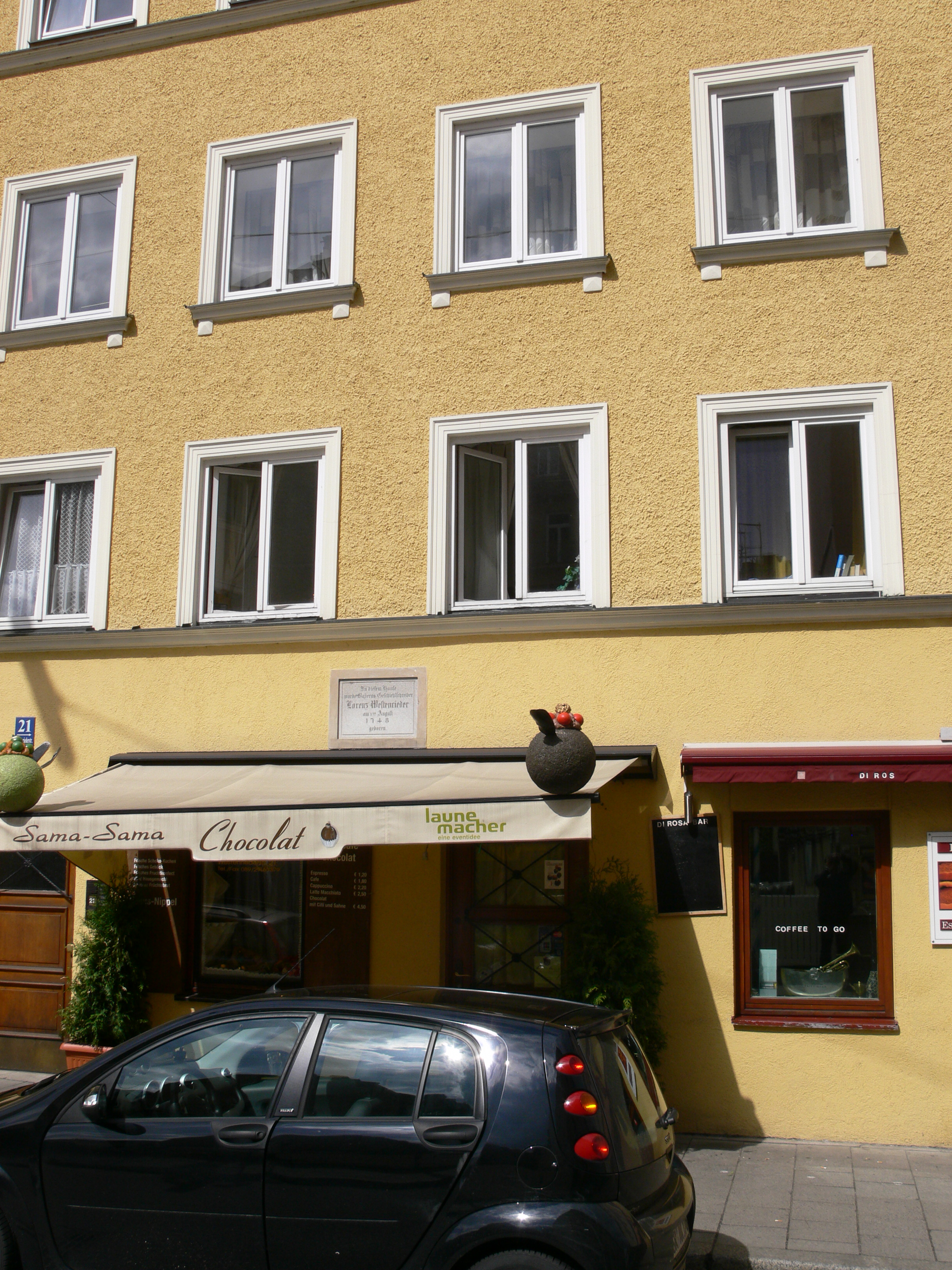
Geburtshaus Westenrieders in der Westenriederstraße 21 in München.

Lorenz Westenrieder, ab 1808 Ritter von Westenrieder, (* 1. August 1748 in München, Kurfürstentum Bayern; † 15. März 1829 ebenda, Königreich Bayern) war ein deutscher Theologe, Pädagoge, Historiker und Publizist der Aufklärung. Er gilt als Wiederentdecker der bayerischen Vorgeschichte, beschäftigte sich aber zugleich mit dem Bayern seiner Gegenwart. Darüber hinaus war er ein Münchner Lokalpatriot.

## Leben und Werk
Westenrieder war der Sohn eines Kornhändlers im Münchner Angerviertel. Nach der Ausbildung am Jesuitengymnasium München (heute: Wilhelmsgymnasium München) studierte er am Fürstbischöflichen Lyzeum am Freisinger Domberg Theologie, wo er 1771 zum Priester geweiht wurde. Nach der Aufhebung des Jesuitenordens 1773 wurde er als Professor für Poetik und Rhetorik an das Gymnasium in Landshut berufen. Dort verfasste er u. a. die Komödie „Die zween Kandidaten“, die auf der königlichen Münchner Hofbühne aufgeführt wurde. 1774 kehrte er nach München zurück und setzte seine Lehrtätigkeit in Rhetorik fort. Daneben verfasste er u. a. zahlreiche Aufsätze und Vorträge zur Landesgeschichte und Literatur. 1776 wurde er zum Zensurrat, der die Buchpublikationen überwachte, und 1799 zu dessen Direktor ernannt.
Seit 1777 war er Mitglied der Churbaierischen Akademie (der heutigen Bayerischen Akademie der Wissenschaften), deren Historische Klasse ihn 1779 zum Ständigen Sekretär wählte.
In dieser Funktion setzte er sich für die Entwicklung der Lithographie ein und beteiligte sich an den Kosten für den Bau der ersten größeren Steindruckpresse. Anfang 1779 trat er in den Illuminatenorden ein, den er zum Jahresende wieder verließ. 1786 wurde er zum Geistlichen Rat und zum Domkapitular am Münchner Dom berufen. König Maximilian I. Joseph verlieh ihm 1808 das Ritterkreuz des Civil-Verdienst-Ordens der Bayerischen Krone, mit dem die Nobilitierung verbunden war.
Westenrieder war ein Anhänger einer gemäßigten Aufklärung. Neben seinen historischen und theoretischen Werken verfasste er auch Romane und Theaterstücke. Sein historisches und literarisches Werk umfasst mehr als hundert Bände, die sich häufig mit der soziokulturellen Entwicklung Münchens und seiner Bewohner beschäftigen. Westenrieder gilt als einer der bedeutendsten bayerischen Schriftsteller des 18. und beginnenden 19. Jahrhunderts.

## Grabstätte

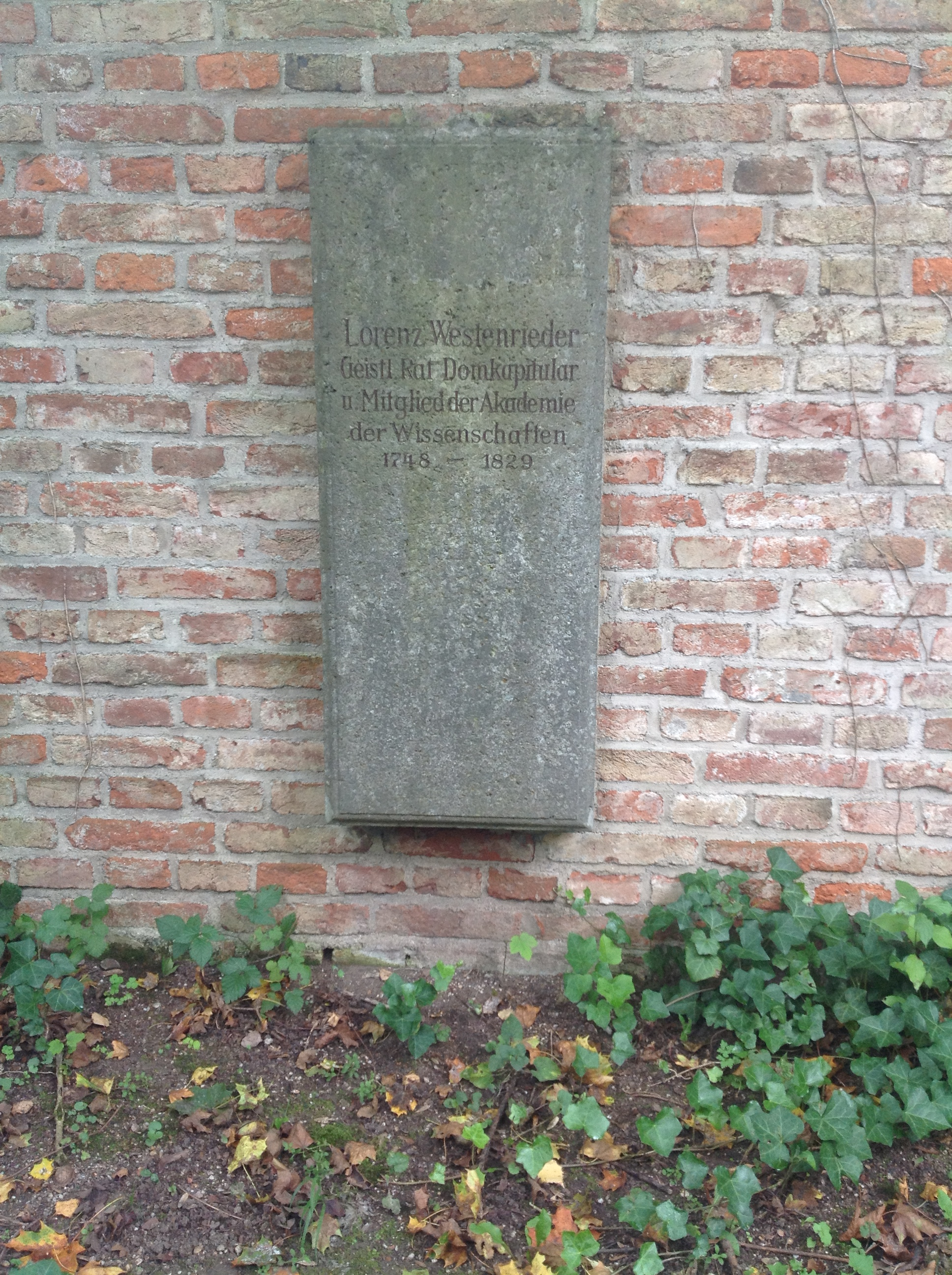
Grab von Lorenz Westenrieder auf dem Alten Südlichen Friedhof in München

Die Grabstätte von Lorenz Westenrieder befindet sich auf dem Alten Südlichen Friedhof in München (Alte Arkaden Platz 92 bei Gräberfeld 19) Standort .

## Namensgeber für Straße

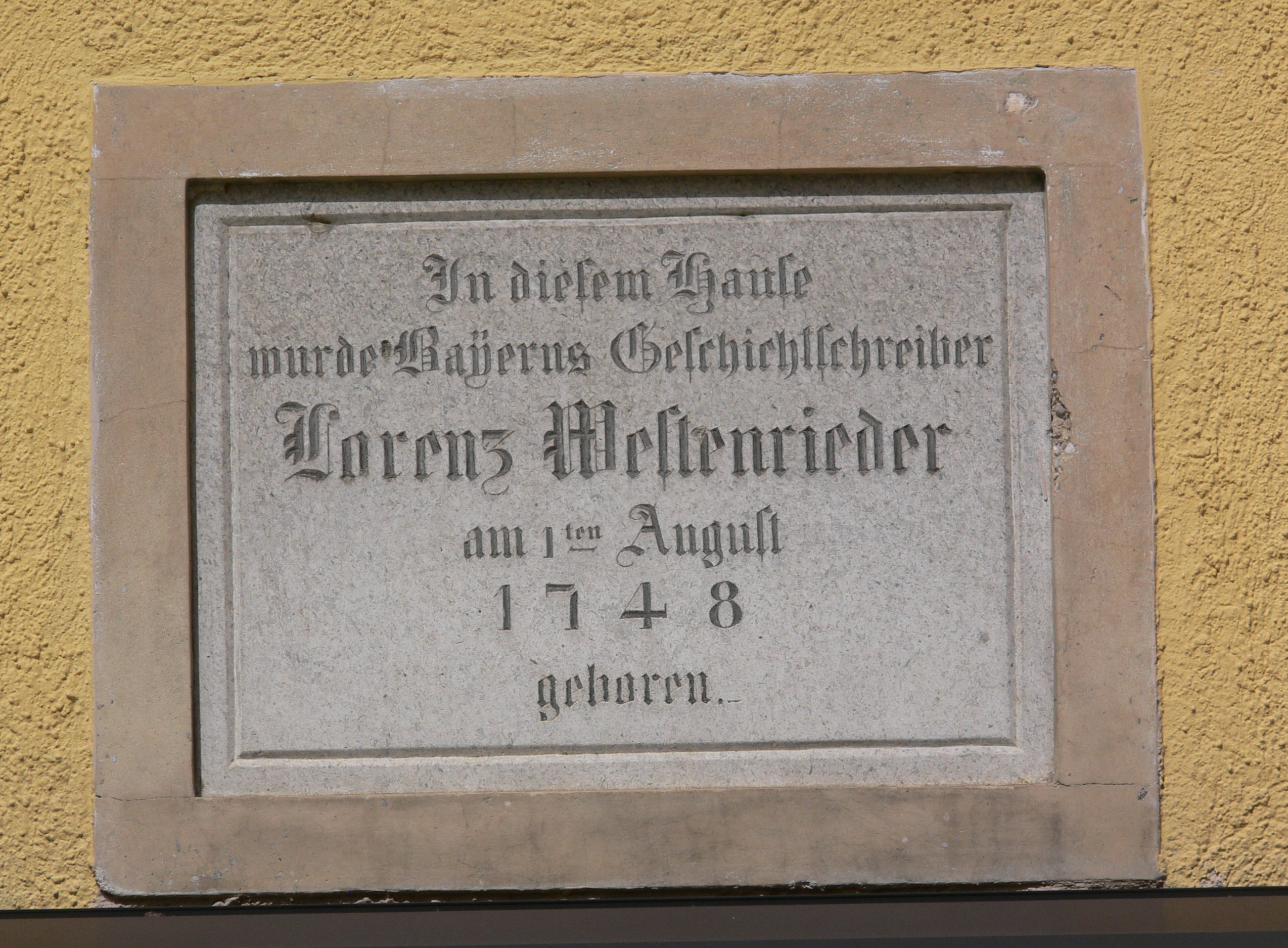
Tafel am Geburtshaus Lorenz von Westenrieders in der Westenriederstraße 21 in München

Nach Lorenz Westenrieder wurde am 21. Oktober 1848 in München im Stadtteil Graggenau (Stadtbezirk 1 – Altstadt-Lehel)⊙ die Westenriederstraße benannt. In der Westenriederstraße steht auch das Geburtshaus Westenrieders. Am Haus der Hausnummer 21 weist eine Tafel darauf hin.

## Kunstauffassung
Nach seiner Auffassung kann Malerei in der freien Natur zu gleich guten Ergebnissen gelangen wie Ideallandschaften im Atelier. Nachfolgend führte dies zur Gründung privater Malerschulen, wobei die in München als „Westenrieder Malerschule“ bezeichnet wurde.

## Textprobe
(über die Roseninsel)
„… groß genug wäre die Insel, um darin irgendeinen Kummer zu begraben, auch groß genug, zwei Herzen aufzunehmen, die jetzt in der süßesten und glücklichsten Schwärmerei ihrer Seelen nichts bedürfen als sich selbst und nichts wünschen als Gebüsche, ihr Glück vor den Augen des Neids zu verbergen.“

## Werke (chronologisch)

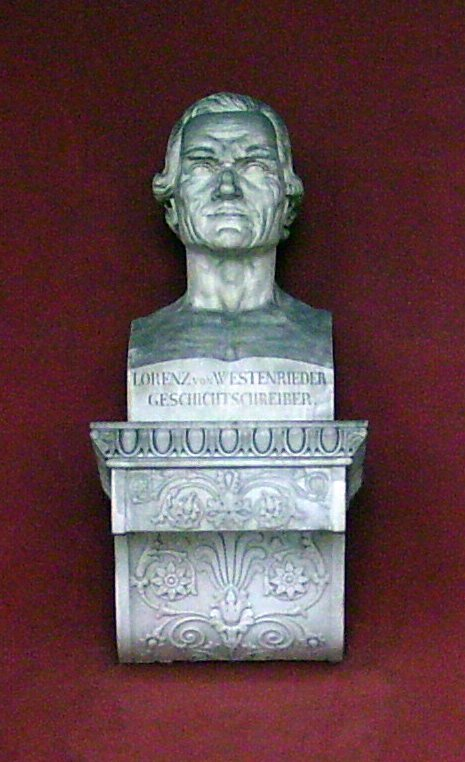
Büste Westenrieders in der Ruhmeshalle, München

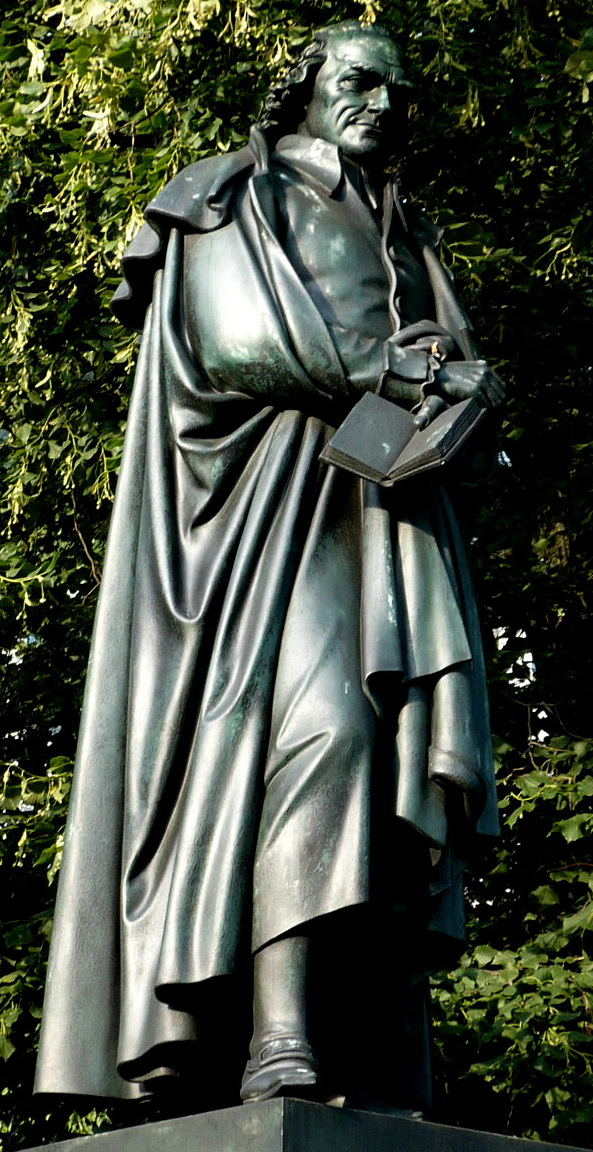
Statue Westenrieders am Promenadeplatz, München

- Wesentliche Begriffe des praktischen Christenthums. (1774, anonym)
- Rede von den Ursachen, warum die Früchte der Schulverbesserungen nicht plötzlich sichtbar und allgemein werden. (1774)
- Die zween Candidaten. (1774, Lustspiel)
- Marc Aurel. (1776)
- Einleitung in die schönen Wissenschaften. (1777)
- Briefe bairischer Denkungsart und Sitten. (1778)
- Rede zum Andenken des Peters von Osterwald Sr. churfürstl. Durchleucht in Baiern, geheimen Rath, ersten Direktors des churfürstl. geistlichen Raths, dann akademischen Direktors der philosophischen Classe. (1778)
- Baierische Beyträge zur schönen und nützlichen Litteratur. (1779–1781)
- Reden und Abhandlungen. (1780)
- Zum Andenken des Andreas Felix von Oefele. (1780)
- Rede zum Andenken des churfl. Geistl. Raths Sekretärs Anton Johann Lipowsky etc. (1781)
- Leben des guten Jünglings Engelhof. (1781, Roman)
- Der Traum in dreyen Nächten. (1782)
- Von dem Verfall der Weltpriester. (1782)
- Von den Baiern in Holland. (1782)
- Beschreibung der Haupt- und Residenzstadt München. (1782)
- Jahrbuch der Menschengeschichte in Bayern. (1782)
- Beschreibung der Haupt- und Residenzstadt München im gegenwärtigen Zustande. (1783) (Digitalisat)
- Daß es nicht vernünftig sey, unsere Prediger auf eine Art, wie es in den Paragraphen geschah öffentlich herabzusetzen. (1783)
- Vom Verfall des Loden- und Tuchhandels in Bayern, und von den Mitteln ihn wieder aufzuhelfen. (1783, Verfasser vermutlich Westenrieder)
- Leben des Johann Franz Seraph edlen von Kohlbrenner, kurfürstl. wirkl. Hofkammer- Mauth- & Commercienraths in Baiern. (1783)
- Beschreibung des Würm- oder Starnbergersees und der umherliegenden Schlößer [e]tc. samt einer Landkarte. (1784)
- Erdbeschreibung der baierisch-pfälzischen Staaten. (1784)
- Die Geschichte der Baierischen Akademie der Wissenschaften. (1784/1807)
- Geschichte von Baiern für die Jugend und das Volk .
  - Erster Band, München 1785 (Digitalisat)
  - Zweiter Band, München 1785 (Digitalisat).
- Beiträge zur vaterländischen Historie, Geographie, Statistik und Landwirtschaft. (1785 bis 1817)
- Bayrischer historischer Kalender. (1786–1818)
- Von den Nomalisten. (1786)
- Geschichte von Baiern. (1786)
- Ueber die Frage: Welche waren die Grundursachen der zahlreichen, vom 11ten bis ins 15te Jahrhundert in Baiern gestifteten Abteyen? Und wurde von denselben den landesherrlichen Absichten wirklich entsprochen? hat am höchsterfreulichen Geburtsfest Sr. Churfl. Durchlaucht Carl Theodor in einer öffentlichen akademischen Versammlung auf dem Churfl. Bibliotheksaale gelesen Lorenz Westenrieder. (1787)
- Briefe eines Baiern. (1787)
- Ueber die Verheimligung alter Handschriften, und Urkunden. (1788)
- Kaiser Ludwig der Baier. (1792)
- Staatistische Beschreibung des churfürstl. Landgerichts Dachau. (1792)
- Ueber Berichtigungen der Regierungsgeschichte des Herzog Mainhard 1361 - 1363. (1792)
- Betrachtungen über Ludwig, den Brandenburger. (1793)
- Abriß der baierischen Geschichte. (1798)
- Abriß der deutschen Geschichte. (1798)
- Akademische Rede über das Rechtbuch des Ruperts von Freysing. (1802)
- Geschichte meines Backenschmerzens genannt Taismus. (1802)
- Denkrede auf Ildephons Kennedy. (1804)
- Denkrede auf Carl Albert von Vacchiery, königl. wirkl. geheimen Rath und Hofgerichtskanzler. (1808)
- Der Würm- oder Starenbergersee und die umliegende Gegend. (1811)
- Briefe über und aus Gastein. (1817)
- Theses centum, circa materias gravissimas. (1817)
- Über die Wiederherstellung des Jesuitenordens. (1818)
- Handbuch der baierischen Geschichte. (1820)
- Hundert Erinnerungen. (1821)
- Hundert Sonderbarkeiten, oder das neue München im Jahre 1850. (1824)
- Das neue München und Bayern im Jahre 1850. (1828)
- Sämmtliche Werke. (1831–1838, 29 Bände)
- Aus dem handschriftlichen Nachlaß L. v. Westenrieders. (1882, 2 Bde., Hrsg. Kluckhohn)